# Teodora Vásquez
Teodora Vásquez o Theodora del Carmen Vázquez és una activista feminista salvadorenca. És la portaveu del Grup dels 17, un grup de dones acusades d'homicidi a El Salvador per haver patit un avortament involuntari.

## Biografia
L'any 2008, Theodora del Carmen Vásquez estava embarassada de nou mesos del seu segon fill. Treballa en una universitat privada, a la cafeteria. Com moltes treballadores domèstiques a Amèrica Llatina, dorm al seu lloc de treball. Durant una sortida, va ser agredida violentament quan baixava de l'autobús. Després de tres dies de dolor, va demanar ajuda a la direcció de l'escola per agafar un taxi fins a l'hospital. La direcció va rebutjar oferir qualsevol ajuda. Es va refugiar al lavabo, on es va desmaiar. Quan va recuperar la consciència, el seu nadó havia mort. La policia la va anar a buscar i la va portar a la presó. Va ser condemnada a 30 anys de presó penal, on va conèixer altres dones que patien la mateixa injustícia. Casos com el de Glenda Cruz, embarassada de quatre mesos, que va ser colpejada per la seva parella i va patir un avortament involuntari. La justícia l'envia a la presó.
L'any 2014, Teodora Vásquez va rebre la visita d'activistes d'Amnistia Internacional. Teodora Vázquez els va donar permís per llançar una campanya global fent pública la seva història fora d'El Salvador. Teodora Vázquez forma part de la " Grup de 17 ". Es tracta de 17 dones que han estat identificades i que han donat el seu consentiment per fer públiques les seves històries. Totes van ser condemnades a llargues penes de presó després de patir una emergència obstètrica durant l'embaràs. Les 17 dones no són les úniques que pateixen aquesta injustícia.
Les Nacions Unides demanen a les autoritats nacionals salvadorenyes que revisin els casos de dones que compleixen condemnes llargues condemnades per avortament accidental o intencionat.
El 13 de desembre de 2017, el tribunal va desestimar un recurs i va confirmar la condemna a 30 anys de condemna a Teodora Vázquez per infanticidi. Aquest és un cop dur per a Teodora Vázquez que pensava que el seu judici seria revisat.
El 2018, el Tribunal Suprem de Justícia va acordar la commutació de la seva condemna . Teodora Vasquez va ser alliberada. Havia passat deu anys i set mesos a la presó. El 2018, 27 dones estaven complint condemnes de presó que van des dels 6 als 35 anys.
Des del seu alliberament, Teodora Vázquez s'ha dedicat a la defensa de la dona i a la despenalització de l'avortament. També demana que la justícia declari la seva innocència. Des d'aleshores s'ha incorporat al programa Mujeres en el Camino, que ajuda a dones a la presó.
L'any 2021, Celina Escher va dirigir Nuestra Libertad, un llargmetratge sobre el seu viatge i el de dones acusades d'homicidi greu a El Salvador després d'un avortament involuntari.
El 2025 la televisió 3cat li va dedicar un capítol del programa Dones en lluita de Txell Freixas, on explicava que Vasquez ha obert un refugi per a dones a qui la llei antiavortista d'El Salvador considera assassines.